# Gare de Wiencourt-l’Équipée
Gare de Wiencourt-l’Équipée vasútállomás Franciaországban, Wiencourt-l’Équipée településen.

## Vasútvonalak
Az állomást az alábbi vasútvonalak érintik:
- Amiens-Laon-vasútvonal

## Kapcsolódó állomások
A vasútállomáshoz az alábbi állomások vannak a legközelebb: